# Rhynchospio tuberculata
Rhynchospio tuberculata är en ringmaskart som beskrevs av Imajima 1990. Rhynchospio tuberculata ingår i släktet Rhynchospio och familjen Spionidae. Inga underarter finns listade i Catalogue of Life.